# فسنهایم-ل-با
فسنهایم-ل-با (به فرانسوی: Fessenheim-le-Bas) یک کمون در فرانسه با جمعیت ۴۵۳ نفر است که در Canton of Truchtersheim واقع شده‌است.